# Заслуженный журналист Республики Армения
Заслуженный журналист Республики Армения (арм. Հայաստանի Հանրապետության վաստակավոր լրագրող) — почётное звание Армении. Присваивается Президентом Республики Армения имеющим долголетний опыт работы в сферах печати, радио и телевидения, отличающимися высоким профессиональным мастерством журналистам, публицистам, которые своей деятельностью активно способствовали развитию сферы, а также прогрессу общественно-политической жизни страны.